# Manuel Teófilo Barreto Viana
Manuel Teófilo Barreto Viana (Taquari, 5 de março de 1855 — Porto Alegre, 5 de março de 1928) foi um militar e político brasileiro.
Entrou para a carreira militar em 1874, chegando ao posto de general de brigada, em 1914. Casado com Juliana Meneses, de quem ficou viúvo em 1926, foi pai de sete filhos.
Ingressou na política pelo Partido Republicano Rio-Grandense, foi eleito deputado estadual, às 21ª e 22ª Legislaturas da Assembleia Legislativa do Rio Grande do Sul, de 1891 a 1897.
Conquistou a confiança de Júlio de Castilhos e depois de Borges de Medeiros, sendo conduzido a condição de presidente da Assembleia Legislativa, permanecendo na presidência do parlamento gaúcho por 20 anos consecutivos, de 1908 a 1928, até seu falecimento.
Foi diretor do Colégio Júlio de Castilhos, de 1900 a 1902, depois foi diretor interino da Escola de Engenharia de Porto Alegre, durante o período 1915 a 1922, onde também foi professor.